# Фаріса
Фаріса (ісп. Fariza) — муніципалітет в Іспанії, у складі автономної спільноти Кастилія-і-Леон, у провінції Самора. Населення — 615 осіб (2010).

## Географія
Муніципалітет розташований на португальсько-іспанському кордоні.
Муніципалітет розташований на відстані близько 240 км на північний захід від Мадрида, 44 км на захід від Самори.
На території муніципалітету розташовані такі населені пункти: (дані про населення за 2010 рік)
- Баділья: 108 осіб
- Коскурріта: 44 особи
- Фаріса: 208 осіб
- Мамолес: 36 осіб
- Паласуело-де-Саяго: 96 осіб
- Тудера: 55 осіб
- Сафара: 68 осіб

## Демографія
Динаміка населення (INE ):

## Галерея зображень

Фаріса у провінції Самора